# Petäjäsaari (ö i Finland, Birkaland, Övre Birkaland)
Petäjäsaari är en ö i Finland. Den ligger i sjön Jäminginselkä och i kommunen Ruovesi i den ekonomiska regionen  Övre Birkalands ekonomiska region  och landskapet Birkaland, i den södra delen av landet, 200 km norr om huvudstaden Helsingfors. Öns area är 0,9 hektar och dess största längd är 180 meter i sydöst-nordvästlig riktning.